# Экланд, Бритт
Бритт-Мария Экланд (швед. Britt-Marie Ekland), род. 6 октября 1942) — шведская актриса и фотомодель, добившаяся признания в Великобритании.

## Биография
Наиболее всего запомнилась как девушка Бонда в девятом фильме об английском суперагенте «Человек с золотым пистолетом» (1974). Помимо этого актриса появилась в ряде других известных британских картин, среди которых «Убрать Картера» (1971), «Плетёный человек» (1973), «Бакстер!» (1973) и «Королевский блеск» (1975).
В 1964 году Экланд вышла замуж за британского актёра Питера Селлерса, от которого год спустя родила дочь. После развода в 1968 году у неё был ряд громких романов, в том числе с музыкантами Лу Адлером и Родом Стюартом. В 1984 году она вышла замуж за ударника из Stray Cats Слима Джима Фэнтома, с которым позже развелась.
В 2004 году на экраны вышел фильм «Жизнь и смерть Питера Селлерса», в котором роль Бритт Экланд исполнила актриса Шарлиз Терон. В настоящее время Экланд снимается на телевидении, где выступает гостьей в различных телешоу.